# احمد عارف الزین
احمد عارف الزَّین (۱۸۸۱، صیدا - ۱۹۶۰، مشهد) تاریخ‌نگار و ادیب عربی لبنانی بود. مجلهٔ العرفان از سال ۱۹۰۹ تا هنگام درگذشت نشر می‌کرد. از آثار اوست «تاریخ صیدا» و «تاریخ شیعه».